# Asko Ensemble
Het Asko Ensemble is een Nederlands voormalig ensemble gespecialiseerd in hedendaagse klassieke muziek, dat tussen 1977 en 2009 bestond. In 2009 is het gefuseerd met het Schönberg Ensemble tot Asko❘Schönberg.

## Geschiedenis
Het Asko Ensemble werd in 1977 op initiatief van de toenmalige dirigent en componist Cliff Crego opgericht als klein ensemble met spelers van hoge kwaliteit uit het A.S.K.O., het Amsterdams Studenten Kamer Orkest, dat op zijn beurt was opgericht in 1965. Na korte tijd werd de doelstelling van het studentenorkest het uitvoeren van moderne muziek, in die tijd nauwelijks uitgevoerd door de professionele orkesten in Nederland. De jonge componist Jan Vriend werd dirigent en programmeur.
Op het repertoire van het Asko Ensemble stond werk van componisten uit de twintigste (en eenentwintigste) eeuw. Veel producties van het Asko Ensemble waren coproducties met andere disciplines, zoals film, dans, multimedia en (moderne) opera.
De vaste bezetting van het ensemble bestond uit overwegend enkel bezette houtblazers, koperblazers, piano, slagwerk, harp en strijkers. Concerten werden gegeven met steeds wisselende combinaties van instrumenten, omdat het hedendaags klassieke repertoire zich kenmerkt door steeds wisselende en vaak ongebruikelijke samenstellingen. Indien een groter ensemble noodzakelijk was, werkte het ensemble samen met het Schönberg Ensemble.
De gezamenlijke staf van het Asko Ensemble en het Schönberg Ensemble was gevestigd in het Muziekgebouw aan 't IJ in Amsterdam, waar ook regelmatig concerten werden gegeven. Op 1 januari 2009 fuseerde het Asko Ensemble met het Schönberg Ensemble tot het muziekgezelschap Asko❘Schönberg.

## Dirigenten
Het ensemble had geen vaste dirigent. Onder andere dirigenten als Stefan Asbury, George Benjamin, Riccardo Chailly, Oliver Knussen, Reinbert de Leeuw, Peter Rundel en Bas Wiegers (zelf als violist actief in het Asko Ensemble) hebben het ensemble geleid.

## Bijzondere projecten
Bijzondere projecten waren de reprises van de opera's Rêves d'un Marco Polo van Claude Vivier (tijdens het Holland Festival) en Writing to Vermeer van Louis Andriessen met het Schönberg Ensemble bij De Nederlandse Opera (DNO). Een andere productie van DNO in samenwerking met het Schönberg Ensemble was die met werken van Robert Zuidam.
Verder speelde het Asko Ensemble samen met het Schönberg Ensemble werken van György Ligeti in de Alice Tully Hall in New York, was er een productie met werken van Iannis Xenakis en vormgeving van Peter Struycken samen met Danceworks Rotterdam. Het ensemble speelde wereldpremières van werken van Yannis Kyriakides, Marko Ciciliani, Merlijn Twaalfhoven, Richard Rijnvos, Julia Wolfe, Cathy van Eck, Gilius van Bergeijk en Iris ter Schiphorst.